# Xenocyprioides carinatus
Xenocyprioides carinatus är en fiskart som beskrevs av Chen och Huang, 1985. Xenocyprioides carinatus ingår i släktet Xenocyprioides och familjen karpfiskar. Inga underarter finns listade i Catalogue of Life.